# Östaustraliska strömmen

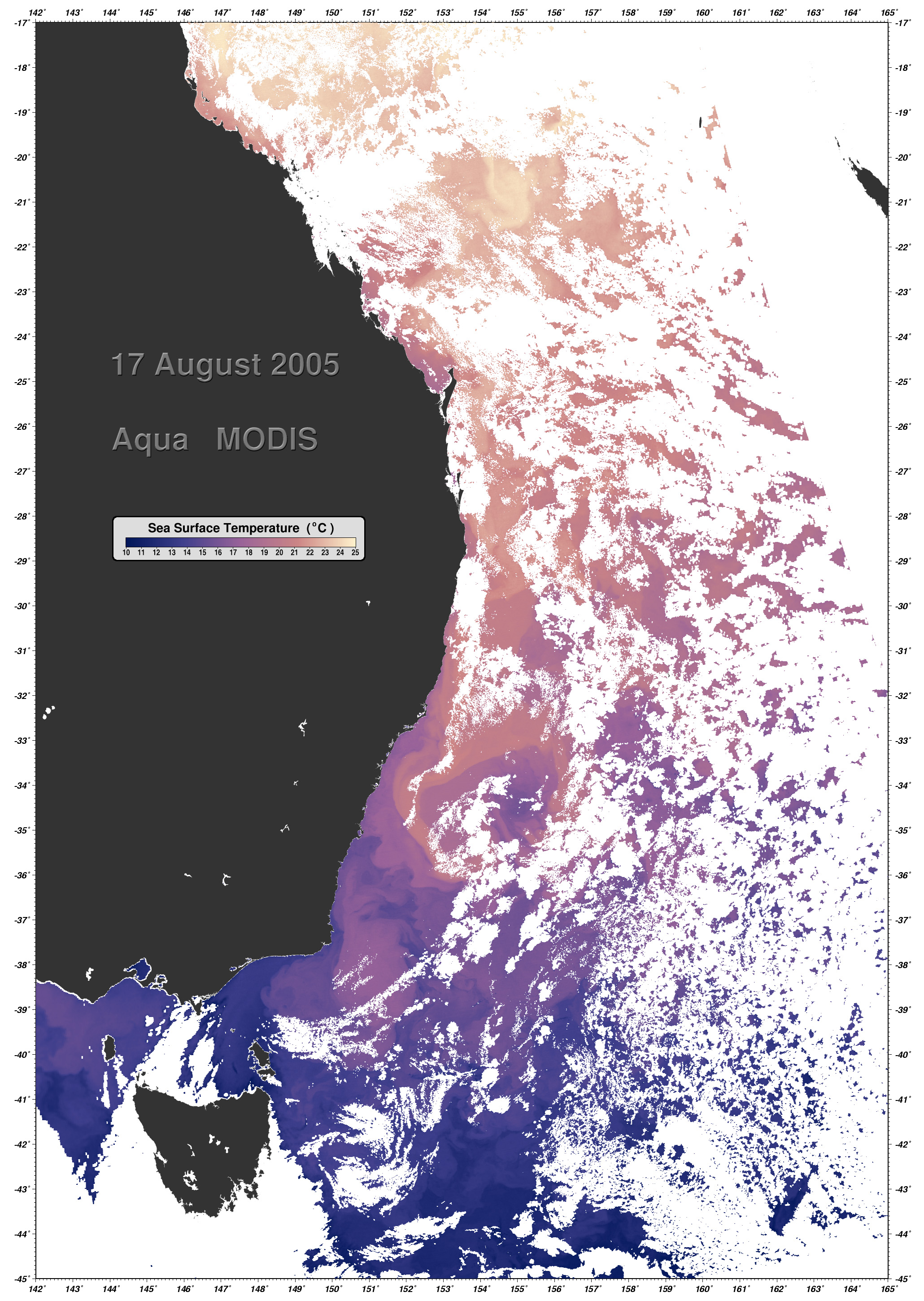
Värmeprofil över Östaustraliska strömmen

Östaustraliska strömmen är en havsström i sydvästra Stilla havet som flödar söderut längs Australiens östra kust. Den viker av österut i Tasmanhavet mot Nya Zeeland.
Strömmen utgör den västra delen av en av de fem stora subtropiska virvlarna. Dessa roterande ytvattensystem är asymmetriska på så sätt att den transport som för vatten mot ekvatorn är spridda över oceanen, samtidigt som den västra transporten från ekvatorn (söderut på södra halvklotet) är koncentrerade till oceanbassängernas västra rand, s.k. västintensifiering. Ett annat exempel på en koncentrerad randström är Golfströmmen i Nordatlanten. Östaustraliska strömmen transporterar omkring 15 miljoner m³/sek, vilket är omkring 10 procent av den vattenmängd Golfströmmen transporterar.